# Lucas van Leyden
Lucas van Leyden /névváltozatai: Lucas Hugensz; Lucas Jacobsz/ (Leiden, 1494. — Leiden, 1533. augusztus 8.) németalföldi festő, rézmetsző és fametszetek rajzolója. Főleg életképeket festett, s az egyik legjobb rézmetsző volt.

## Életpályája
Szülővárosában tanult festeni, előbb apja, majd Cornelis Engebrechtsz (1468–1533) volt a mestere. Szemléletére nagy hatással volt Albrecht Dürer, akivel találkozott is 1521-ben Antwerpenben. E találkozás emlékezetét őrzi az a portré, amelyet Dürer júniusban készített Lucas-ról. Lucas ihletet merített Jan Gossaert festő művészetéből is. Itáliában nem járt, de metszetek közvetítésével elsajátította az itáliai rajz- és festéstechnikát, a perspektíva és az emberi alakok ábrázolását, s meghonosította szülőföldjén a reneszánsz formavilágát, jelentősége Düreréhez mérhető. (Mindezzel együtt a reneszánsz festészet sajátosságaival való teljes azonosulás valamivel később, a romanista festők itáliai útjai révén következett be a 17. században, a holland aranykorban.)
Bizonyság erre Az aranyborjú imádása című képe, amelyet az amszterdami múzeumban őriznek. Jelentős alkotása a leideni múzeumban őrzött Utolsó ítélet című nagyméretű triptichonja, továbbá a Lót és leányai (Louvre, Párizs) című alkotása, ez utóbbi képén lidérces fényekkel világít meg egy víziószerű jelenetet, amikor Isten haragjában kénköves tűzesőt bocsát le az égből Szodomára. Meghasad a föld, hajókat, hidakat nyel el a víz, miközben e veszélytől távoli helyen Lót pátriárka mulat leányaival a sátra mellett.
Lucas termékeny alkotó volt, 170 rézmetszet, 9 rézkarc és 16 fametszet maradt utána. Grafikáin figyelhető meg leginkább manierizmus felé hajló művészete.

## Képei (válogatás)

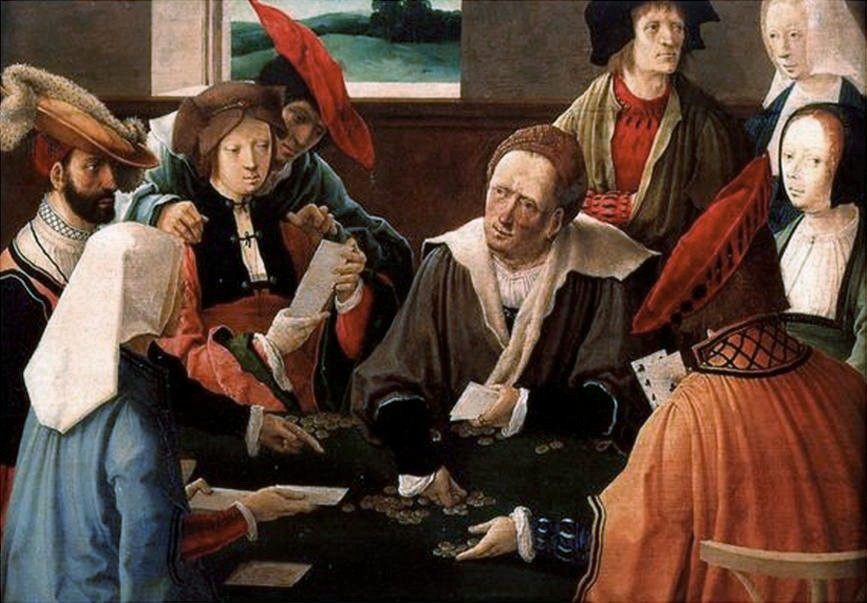
Kártyázók (1517)

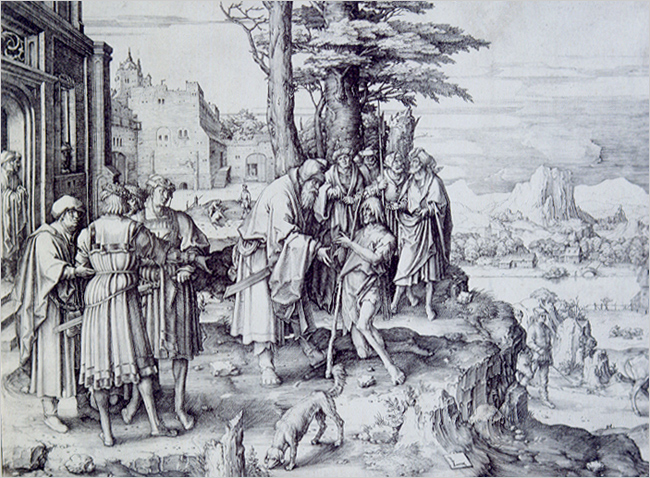
A tékozló fiú hazatérése (1510)

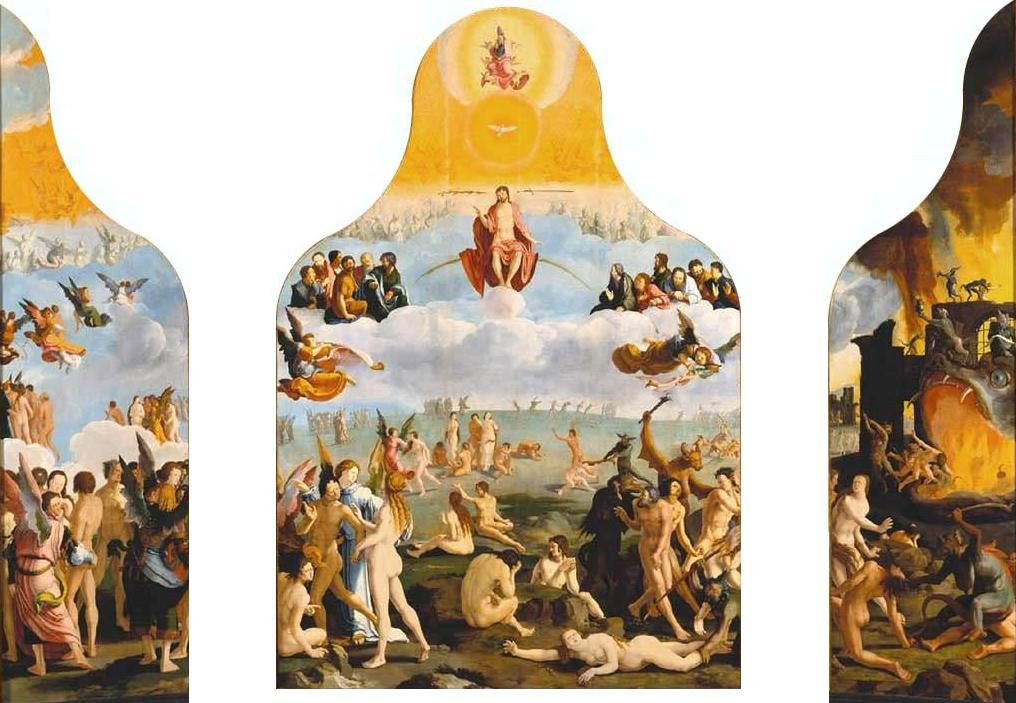
Utolsó ítélet oltára (1526)

### Grafikái
- Mohamed és a szerzetes (1508)
- Passió-sorozat (kerek üvegképek számára)
- Szent Pál megtérése
- Tékozló fiú története (két lap)
- A fejőlány tehenekkel és pásztorral (1510)
- Ádám és Éva kiűzetése (1510)
- Ecce Homo (a 16. század első felének leggazdagabb metszete)
- Mardochias diadalmenete (1513)
- Eszter Ashasvérus előtt (1518)
- Kálvária-hegy (1517)
- Vénusz, Vergilius a kosárban (1525)
- Ádám és Éva (1529)

### Festményei
- Férfiképmás (National Gallery, London)
- Sakkozók (1508, Berlin)
- Lót és leányai (Louvre és Rotterdam, Beuningen-gyűjtemény)[1]
- Királyok imádása (Chicago, Ryyerson-gyűjtemény; Philadelphia, Barnes-gyűjtemény)
- Prédikálás a templomban (Rijks-múzeum, Amszterdam)
- Szent Jeromos (Berlin)
- Madonna angyalokkal (Berlin)
- Kártyázók (1517)
- Utolsó ítélet oltára (1526, Leiden, Városi Múzeum)
- A jerichói vak meggyógyítása (Ermitázs, Szentpétervár)[2]